# Etnografski muzej v Davči
Etnografski muzej v Davči se nahaja v prostorih domačije Jemc v vasi Davča. Prebivalci Davče so zbrali predmete iz preteklega življenja kmetov največje slovenske vasi.
V muzeju so razstavljene tudi stare fotografije vaščanov, kmetij, kozolcev, živali, vozov, predvsem iz časov pred prvo in drugo svetovno vojno.